# Хамза Ідріс
Хамза Ідріс (араб. حمزة أدريس, нар. 8 жовтня 1972, Медіна) — саудівський футболіст, що грав на позиції нападника за клуби «Охуд» та «Аль-Іттіхад», а також національну збірну Саудівської Аравії, у складі якої був учасником чемпіонату світу 1994 року.

## Клубна кар'єра
Народився 8 жовтня 1972 року в місті Медіна. Вихованець футбольної школи клубу «Охуд». Дорослу футбольну кар'єру розпочав 1985 року в основній команді того ж клубу, в якій провів дванадцять сезонів, взявши участь у 147 матчах чемпіонату.  У складі «Охуда» був одним з головних бомбардирів команди, маючи середню результативність на рівні 0,92 голу за гру першості.
1997 року забивний форвард перейшов до клубу «Аль-Іттіхад», за який відіграв 10 сезонів. В новому клубі також був серед найкращих голеодорів, 139 разів відзначившись забитим голом у 192 іграх чемпіонату. Завершив професійну кар'єру футболіста виступами за команду «Аль-Іттіхад» (Джидда) у 2007 році.

## Виступи за збірну
1992 року дебютував в офіційних матчах у складі національної збірної Саудівської Аравії. Протягом кар'єри у національній команді, яка тривала 9 років, провів у формі головної команди країни 66 матчів, забивши 26 голів.
За цей час двічі грав на континентальних першостях — 1992 року в Японії та 2000 року в Лівані, в обох випадках ставаючи віце-чемпіоном Азії. 1994 року був учасником тогорічного чемпіонату світу у США, де його команда неочікувано подолала груповий етап і грала у плей-оф. Також має в активі виступи на Кубку конфедерацій 1992 і Кубку конфедерацій 1999.

## Титули і досягнення
- Володар Кубка Азії: 1996
- Срібний призер Кубка Азії: 1992, 2000